# Ahmed I.
Ahmed I. Bahti (osmanskoturško احمد اول, latinizirano: Aḥmed-i evvel, turško I.Ahmet), 14. sultan Osmanskega cesarstva in 93. kalif islama, * 18. aprila 1590, Istanbul, Osmansko cesarstvo, † 22. novembra 1617, Istanbul, Osmansko cesarstvo.

## Življenjepis
Ahmed I. je bil sin sultana Mehmeda III. (1595–1603) in Handan Valide Sultan, ki je bila po poreklu Grkinja z imenom Helena. Svojega očeta je nasledil leta 1603, ko je imel komaj trinajst let. Ob prihodu na oblast je prekinil tradicionalni bratomor in poslal svojega brata Mustafo v staro palačo Bayezit, kjer je živel skupaj s staro materjo Safiye Valide Sultan. Bil je spreten mečevalec, jezdec in pesnik in je tekoče govoril več tujih jezikov. 
V prvih letih svojega vladanja se je pokazal kot odločen in živahen vladar, kasneje pa je zaradi neodgovornega obnašanja izgubil ves ugled. Žitvatoroška mirovna pogodba iz leta 1606, po kateri je morala Avstrija cesarstvu plačevati letne dajatve, je bila razveljavljena, Gruzijo in Azerbajdžan pa je zasedla Perzija.
Ahmed je bil pesnik, ki je pod imenom Bahti napisal številna lirična in politična dela.  Bil je goreče pobožen in je poskušal uveljaviti stare islamske zakone, ki so prepovedovali uživanje alkohola, obvezno prisotnost na petkovi molitvi v mošeji in dajanje primerne miloščine revnim. 

## Družina
Poročen je bil z Mahfiruze Hatice Valide Sultan, ki je bila po poreklu Grkinja z imenom Marija in je bila mati sultana Osmana II., in z Kadinefendi Kösem Valide Sultan, ki je bila tudi Grkinja z imenom Anastazija in je bila mati sultanov Murata IV. in Ibrahima I.. Poleg njih je imel še sinova Bajazida in Sulejmana. 

## Smrt in zapuščina
Umrl je leta 1617 v palači Topkapi zaradi tifusa. Pokopan je  v grobnici ob Ahmedovi mošeji v Istanbulu.
Danes je poznan predvsem po Ahmedovi oziroma Modri mošeji v Istanbulu, ki je ena od mojstrovin osmanske arhitekture. Mošejo so začeli graditi leta 1609 po načrtih in pod nadzorom arhitekta Sedefkar Mehmed Age. Gradnja je bila končana malo pred sultanovo smrtjo leta 1617, potem pa sta kompleks še tri leta dograjevala njegov brat Mustafa I. (1617–1618) in sin Osman II. (1618–1622). V kompleksu so bili poleg mošeje še kraljevi paviljon (hünkar kasri), Ahmedov mavzolej (türbe),  verska šola (medresa), šola za  recitatorje korana (dar'ül kurra), verska šola za dečke (mekteb), hospic (tabhane), bolnišnica (darüssifa), ljudska kuhinja (imaret), odkrita tržnica (arasta), prenočišča (kira odalari in konak), rezervoarji za vodo (mahzen) in javni vodnjak (sebil).